# دانيال فيغيروا
دانيال فيغيروا (بالإنجليزية: Daniel Figueroa) هو لاعب كرة قاعدة أمريكي، ولد في 19 فبراير 1983 في ميامي في الولايات المتحدة.

## وصلات خارجية
- دانيال فيغيروا على موقعبيزبول رفرنس.كوم (الدوري الثانوي) (الإنجليزية)